# Columbia County (Georgia)
Columbia County is een county in de Amerikaanse staat Georgia.
De county heeft een landoppervlakte van 751 km² en telt 89.288 inwoners (volkstelling 2000). De hoofdplaats is Appling.

## Bevolkingsontwikkeling

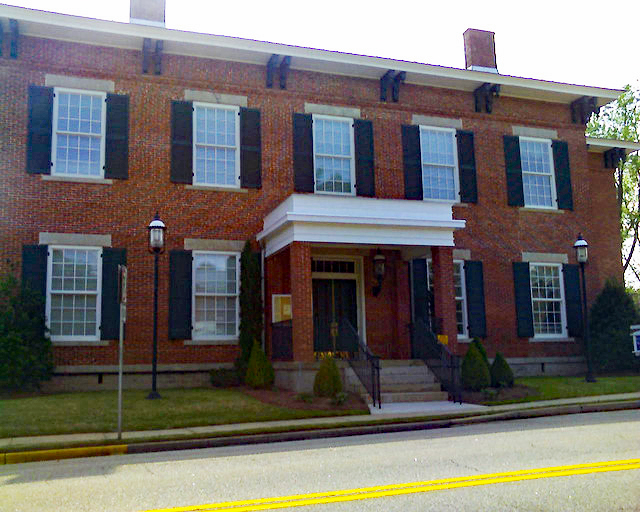
Columbia County Courthouse